# 1905 az irodalomban
Az 1905. év az irodalomban.

## Események
- Henryk Sienkiewicz irodalmi Nobel-díjat kap „Quo vadis?” című regényéért.[1]

## Megjelent új művek

### Próza
- Margarete Böhme német író legismertebb műve: Tagebuch einer Verlorenen (Egy elveszett lány naplója)
- Willa Cather amerikai írónő első novelláskötete: The Troll Garden
- Megjelenik De Sade márki 1785-ben írt hírhedt könyve: Les 120 journées de Sodome (Szodoma 120 napja)
- Arthur Conan Doyle novelláskötete, a Sherlock Holmes visszatér (The Return of Sherlock Holmes) az 1903–1905 között írt Sherlock Holmes-történeteket foglalja magába
- Antonio Fogazzaro olasz író regénye: Il Santo (A szent)
- E. M. Forster első regénye: Where Angels Fear to Tread (Ahol az angyalok félve lépnek)
- Alekszandr Kuprin orosz író legismertebb műve: A párbaj (Поединок), kisregény
- Johannes Linnankoski finn író újromantikus regénye: Dal a tűzpiros virágról (Laulu tulipunaisesta kukasta)
- Heinrich Mann egyik leghíresebb regénye: Ronda tanár úr (Professor Unrat)
- Orczy Emma bárónő, magyar származású angol író regénye: A Vörös Pimpernel (The Scarlet Pimpernel)
- Nacume Szószeki japán szerző egyik legismertebb, szatirikus regénye: Vagahai va neko de aru (Macska vagyok)
- Mark Twain: King Leopold's Soliloquy
- Miguel de Unamuno spanyol (baszk) író, költő, filozófus esszéje: La vida de Don Quijote y Sancho (Don Quijote és Sancho élete), Miguel de Cervantes regényének újraértelmezése
- Jules Verne:
  - A Szahara tengere (L'Invasion de la mer)
  - Világítótorony a világ végén (Le Phare du bout du monde)
- H. G. Wells: Kipps (Egy jámbor lélek története)
- Edith Wharton: The House of Mirth (A vigasság háza)

### Költészet
- Rainis (Jānis Pliekšāns), a nagy lett költő, író verseskötete: Vētras sēja (A vihar vetése)
- Rainer Maria Rilke első korszakának kiemelkedő verseskötete: Das Stunden-Buch (Imádságos könyv)

### Dráma
- Jacinto Benavente spanyol író, drámaíró, rendező, filmrendező szentimentális komédiája: Rosas de otoño (Őszirózsák)
- Makszim Gorkij drámái:
  - Barbárok (Варвары)
  - A nap fiai (Дети солнца)
- Sacha Guitry francia író, drámaíró, rendező: Nono, háromfelvonásos komédia, bemutató decemberben
- Rainis lett szerző szimbolista drámája: Uguns un nakts (Tűz és éjszaka)
- G. B. Shaw vígjátékai:
  - Ember és felsőbbrendű ember (Man and Superman); közismert magyar címe: Tanner John házassága. Az 1903-ban elkészült négyfelvonásos darabot Londonban 1905. május 23-án mutatták be (a 3. felvonás nélkül)
  - Barbara őrnagy  (Major Barbara), bemutató; megjelenik 1907-ben

## Születések
- január 26. – Tamkó Sirató Károly költő, műfordító, művészetfilozófus († 1980)
- március 29. – Rejtő Jenő író, kabaré- és színpadi szerző, a magyar szórakoztató irodalom egyik legnépszerűbb képviselője († 1943)
- április 11. – József Attila magyar költő, a 20. századi magyar irodalom kiemelkedő személyisége († 1937)
- május 20. – Gerrit Achterberg holland költő, a század holland költészetének egyik legfontosabb alakja († 1962)
- május 24. – Mihail Alekszandrovics Solohov Nobel-díjas (1965) szovjet, orosz elbeszélő, regényíró († 1984)
- június 21. – Jean-Paul Sartre Nobel-díjas (1964) francia író, drámaíró, filozófus († 1980)
- július 25. – Elias Canetti  spanyol zsidó származású, Nobel-díjas (1981) német nyelvű regény- és drámaíró, esszéista († 1994)
- augusztus 1. – Gáspár Margit magyar író, műfordító († 1994)
- szeptember 5. – Arthur Koestler budapesti születésű angol regény- és újságíró, társadalomfilozófus († 1983)
- november 11. – Cs. Szabó László magyar író, esszéíró, kritikus († 1984)
- december 12. – Vaszilij Szemjonovics Grosszman orosz, szovjet író († 1964)
- december 17. – Danyiil Ivanovics Harmsz orosz, író, költő, humorista († 1942)

## Halálozások
- március 24. – Jules Verne (Verne Gyula) francia író, egyben a tudományos-fantasztikus irodalom korszakos jelentőségű alakja (* 1828)
- október 2. – José-Maria de Heredia kubai születésű, 1893-tól francia nemzetiségű költő (* 1842)
- október 15. – Szász Károly magyar költő, drámaíró, műfordító, esztéta (* 1829)